# Val Vaccara
La Val Vaccara è un altopiano posto sul versante ovest del gruppo del monte Baldo, inizia a nord con il passo Scale (1150 m) e finisce a sud nella Val Cottarella a quota 890 m, non comprende quindi solo l'omonima malga di alpeggio ma anche altre. Non si tratta di una valle in senso geologico; le gole dei torrenti che scendono verso il Lago di Garda la tagliano infatti in senso trasversale.

## Morfologia
La valle ha una morfologia molto particolare, a est le cime del monte Baldo si innalzano per più di 2200 metri e invece a ovest piccoli monticelli minori fanno da contorno. A nord troviamo il passo Scale dove è collocata la malga Scale, chiuso fra l'imponente Costabella che si innalza fino a 2218 metri d'altitudine e il piccolo monte Scale che raggiunge i 1450 metri, la valle poi diventa più profonda fino all'abitato di Val di Fiès dove incrocia la Val di Fiès appunto, poi risale fino a Prada Alta (1060 m) e ridiscende verso Prada Bassa (935 m) e la valle Cottarella.

## Gli abitati della valle
I piccoli ma affascinanti paesi di montagna che occupano la valle sono:
- Chemasi (1125 m) è un piccolo centro di belle e nuove casette rinate sulle antiche baite, abitato da sempre. Il paese prende il nome dalla famiglia Chemasi (già nell'estimo fiscale di Brenzone del 1769 "Giacomo e fratello quondam Tomio Chemasi" residenti a Pozzo di Brenzone ed antenati dell'omonima famiglia attuale risultano proprietari per circa 18.000 m² di "Diverse pezze di terra prativa, boschiva e montiva che principiano in Fies sino alla valle detta Opio et terminano alla serva della Prada, confinano la valle di Canai, osia Queelli a mezzodì Antonio Carletti e strada et Appolloni, a matin il Comun a tramontana Brighenti, Millani, Consolini, Chemini, et a sera Simon Donatini e Battistoni di campi 6) che per prima ebbe qui la propria casa (in origine infatti il nome era Cà Chemasi). Nel paese c'è un piccolo bar, "la baita Rosa".
- Val di Fiès (1015 m), posta all'inizio della Val di Fiès (valle del fieno) dove quest'ultima si incrocia con la Val Vaccara. Il paese si presenta con un volto poco montano dettato dalle case e dalle strutture turistiche costruite negli anni settanta con l'inizio del turismo invernale. Solo entrando nel cuore del paese si scorge la verità di un paesino di baite dove per anni si è coltivata la castagnetta alpina (un tipo di castagna che cresce ad elevate altitudini). Nel paese troviamo il bar "Pradabella" e il residence "la baita romantica".
- Prada Alta (1060 m), centro della valle. Prada Alta è da sempre il paese che funge da cuore dell'intera valle, è posto in un singolare pianoro che si innalza separando leggermente la vallata, inoltre in questo luogo la valle assume una forma simile ad un altopiano per poi rituffarsi tra i monti. Caratterizzato da case vecchie e nuove è pure il centro turistico della valle e la partenza delle piste da sci di Costabella (che vanno dai 1060 m di Prada ai 2218 m di cima Costabella). Nel paese si trovano il supermercato, un campeggio e molti alberghi: "sole e neve", "Genziana", "Edelweiss", "Val Da Sacco", "Monte Baldo" ecc.
- Prada Bassa (935 m): sostanzialmente distaccato dal resto della valle come tradizioni, il paese di Prada Bassa conserva la cultura dei Caprinesi, in particolare con le proprietà dei marchesi Carlotti, che salirono dalla Pianura Padana e furono fermati proprio a Prada dai montanari pradaioli della comunità brenzonese. La Val Vaccara (la parte prevalente della Val Vaccara geografica) infatti è da tempo immemorabile un bene della Comunità di Brenzone. Nell'estimo di Brenzone per il sistema fiscale della repubblica veneta nell'ultima versione del 1769 è elencata come bene principale della "Spettabile Comunità di Brenzon" per un valore di 1690 ducati veneti e si descrive come "Una Montagna detta Valvacara compreso Foenzin sopra la pradaria delli particollari di questo Comun (possidenti privati brenzonesi), parte ad uso di Pascolo e parte Boschiva alla qualle (confinano) a sera li particollari, a tramontana la valle de Trovaj, verso mezzogiorno il Signor Marchese Carlotti et a matina le raggioni del Comun della Ferrara (di Monte Baldo)" . La comunità di Brenzone possedeva (e possiede tuttora) peraltro anche le contigue malghe più nordiche di "Troài" (Trovai), "Xoèl" (Zovello), "Brióo" Brione e "Malmaóor" (Monte Maggiore subito sotto il rifugio di Punta Telegrafo). Il paese di Prada Alta porta i segni di un passato splendore agricolo, moltissime sono le stalle (con forma singolare) immense e le locande per i vaccheri. Da quando l'allevamento intensivo praticato in pianura ha soppiantato gli allevamenti di montagna e da quando il piccolo paese di Prada Alta (che, al contrario di Prada Bassa, ha sempre mantenuto un allevamento d'alpeggio tradizionalmente per 20 settimane dal 12 maggio al 29 settembre San Michele tuttora popolarmente festeggiato a Prada) ha iniziato a sviluppare anche un turismo invernale, almeno fino a quando ha potuto sostenere la concorrenza dei vicini comprensori sciistici trentini, il paese di Prada Bassa si è spopolato e molti abitanti si sono spostati o sul lago o nel vicino paese di Prada Alta. Oggi nel paese di Prada Bassa si trovano 2 locande: "Palazzina" - "Cacciatore" e un albergo: "il Narciso".

Ca' Chemasi, Val di Fiès e la parte settentrionale di Prada Alta sono frazioni di Brenzone mentre Prada Bassa e la parte meridionale di Prada Alta appartengono al comune di San Zeno di Montagna.

## Turismo
D'inverno è possibile praticare lo sci su grandi piste estese su pascoli privi di alberi o praticare lo sci di fondo. D'estate si è sviluppato un turismo tradizionale escursionistico con possibilità di escursione agli alpeggi o ai rifugi del Baldo.

## Il cimbro
La valle ha risentito per anni dell'influenza cimbra. Il cimbro è una lingua parlata sull'Altopiano dei Sette Comuni, sull'altopiano della Lessinia, sugli altopiani di Folgaria, Lavarone e Luserna, nelle valli del Sengio Alto, del Baffelan e del Carega e sul Baldo nella valle dell'Orsa e nella Val Vaccara.